# Дженнингс, Элизабет
Эли́забет Дже́ннингс (англ. Elizabeth Jennings, 18 июля 1926, Бостон, Великобритания — 26 октября 2001, Оксфордшир, Великобритания) — британская поэтесса, критик. Принадлежала к римско-католическому вероисповеданию. Известна как религиозный поэт. Мастер интимно-философской лирики. Одна из наиболее популярных британских поэтесс, чьи произведения славились своей образностью, логикой и выразительностью.

## Биография
Элизабет родилась в Бостоне, графство Линкольншир, Великобритания. Её отец Генри Сесил Дженнингс работал врачом. Когда ей было шесть лет, семья переехала в Оксфорд, где и прошла вся её оставшаяся жизнь. По окончании школы Элизабет поступила в Колледж Святой Анны при Оксфордском университете. По окончании университета она работала библиотекарем в Оксфордской публичной библиотеке (1950—1958), рецензентом крупного лондонского издательства «Чатто энд Уиндес» (1958—1960) и даже в рекламном агентстве. Тогда же она писала обзоры новинок поэзии для «Дейли телеграф». С 1961 года Элизабет Дженнингс жила исключительно литературным трудам, издавая поэтические сборники, переводы и литературно-критические статьи. 
Печататься начала в 1950 годы. На её раннее творчество оказали влияние Честертон, Китс и Кольридж. Первые стихотворения публиковались в журналах «Оксфорд уикли», «Спектейтор», «Нью-Инглиш уикли», «Аутпостс», «Поэтри ревю». Первый поэтический сборник поэтессы вышел в 1953 году в издательстве Фэнтези пресс (1951—1959), основанном Оскаром Меллором из Оксфорда. В ранних стихах Дженнингс видно влияние на её поэзию английского поэта-католика XIX столетия Джерарда Мэнли Хопкинса, религиозных поэтов XVII столетия (Джорджа Герберта, Генри Воэна, Томаса Траэрна) и XX века (Роберта Грейвса, Эдвина Мюира, Уистена Хью Одена, Т. С. Элиота). Её вторая книга, «A Way of Looking», была удостоена премии Сомерсета Моэма и стала поворотным пунктом в её творчестве. Призовая сумма позволила ей провести почти три месяца в Риме, что стало для неё настоящим откровением. Католический Рим внёс новое измерение в её религиозное сознание и вдохновил её поэтическое воображение.
Известность пришла к ней в 1960-е годы, когда она удостоилась ряда премий, выпустила несколько стихотворных антологий. В 1967 году Элизабет издала «Собрание стихотворений». В то же время 1960-е были омрачены периодами депрессии, выход из которой в 1970-е годы ознаменовался новым творческим подъёмом Элизабет и её поэтической зрелостью. Всего перу Дженнингс принадлежит более 20 поэтических сборников. Помимо этого ею написано несколько статей о поэзии, в частности «Видение семи людей» (1976), где Дженнингс размышляла о творчестве У. Б. Йейтса, Д. Г. Лоуренса, Б. П. Пастернака и А. Сент-Экзюпери. Она переводила на английский стихи Микеланджело (1961) и Артюра Рембо. В 1987 году была удостоена литературной премии WH Smith. В 1992 году награждена орденом Британской империи.
Элизабет никогда не была замужем. Она умерла в Бамптоне, графство Оксфордшир, и похоронена на Вулверкотском кладбище Оксфорда.

## Творчество
В поэзии Элизабет Дженнингс традиционалист, а не новатор. Она известна безупречным владением поэтической формой. В своей лирической поэзии она использовала строгий размер и ясный язык, что роднило её стихи с творчеством Филипа Ларкина, Кингсли Эмиса и  Тома Ганна, — объединением английских поэтов, известных под названием группа «Движение». И если другие участники «Движения» под флагом антиромантического пафоса принимали активное участие в литературной борьбе, то Элизабет не принимала участия в литературных схватках. В поэтах круга «Движение» её притягивала увлечённость рациональным объяснением человеческих эмоций, идея торжества разума над стихией чувств. В некоторых её стихах (их можно условно назвать сюжетными стихами) сюжет разворачивается как самоанализ лирического героя, но на этот самоанализ автор взирает как бы со стороны: «Так что же я такое? Сердце? Ум? / А может, взгляд, в котором звёзд мерцанье?» («Ночью»).
Обычный синтаксис и сдержанный поэтический стиль представителей этой группы поэтов был реакцией на гиперболизированный и многословный стиль поэтов 1940-х годов, в частности, Дилана Томаса. Но если Филип Ларкин писал стихи простым языком и правильным размером для подчёркивания лаконичности и непринуждённости его поэтической манеры, то Дженнингс использовала эти языковые средства для передачи сильных эмоциональных переживаний. 
Несмотря на то, что в её жизни бывали промежутки психического расстройства, вызывавшие соответствующие темы её поэтического творчества, тем не менее, она никогда не писала откровенно автобиографических стихов. Её подспудный римский католицизм всегда окрашивал большую часть её поэзии. Основные темы поэзии Элизабет Дженнингс — любовь, мир животных, живопись, душевные страдания, природа Англии и Италии, но, несмотря на разнообразие тем, внешне далёкие от сугубо христианских устремлений; вся её поэзия проникнута единым религиозным ощущением. В католичестве её как поэта притягивало наличие единой твёрдой системы ценностей, строгость и порядок, присущие и её стихам. Чёрные сомнения, обуревавшие её подчас, преодолевались в пользу существования единой основы. Представление об объективном порядке вещей помогало ей вырваться из оков одиночества. При этом она отвергала пиетистскую поэзию таких английских поэтов и писателей-католиков, как Г. К. Честертон, Хиллэр Беллок, Френсис Томпсон, полагая, что те выводы, которые содержатся в их творчестве, ей даются слишком легко.
Российский литературовед В. Л. Скороденко говорит о сложных переплетениях материального мира и внутренней жизни поэта в её творчестве, среди других её сквозных тем — смысл и предназначение искусства. В любовной лирике поэтессы любовь приносит страдания и катарсис; критик среди других отличительных черт её творчества также упоминает веру Дженнингс в непреложность христианских ценностей. Ревностный католицизм в ранних стихах присутствует в виде поэтических реминисценций, обращённых к творчеству поэтов предыдущих поколений. Но в некоторых стихах она стремится к медитативной и аллегорической поэзии, сближая поэзию то с исповедью, то с молитвой. Исповедальное начало в её творчестве — это своеобразный «вызов внутренней тьме», тогда как молитвенное начало — это способ уйти от самой себя, благотворная «потеря себя». 
В. Л. Скороденко обращает внимание на то, что в раннем периоде поэзии Дженнингс её вера ассоциируется, в первую очередь, со словом, в то время как в позднем периоде она связывает свою веру с молчанием: «В мои строки я только впущу / Молчание запнувшегося языка»; «Когда мы больше всего нуждаемся в языке, мы только находим / Христа в его молчании». Другой отличительной чертой ранней поэзии было восприятие поэтического слова как инструмента для постижения окружающего мира, а творчество в этом случае означало приближение к Истине. Эта концепция поэтического творчества подразумевала под собой определённые требования к поэту как субъекту познающему и изучающему окружающую жизнь. Эти требования касались, в первую очередь, безошибочности авторского восприятия и точности поэтического выражения. Поэтический произвол поэтами «Движения» безусловно осуждался. В центре философской лирики Элизабет Дженнингс, таким образом, стало самопознание, изучение «себя-в-мире».
Подобно многим крупным поэтам, её сознанию свойственна некоторая двойственность: ощущение своего избранничества и неуверенность в себе. В минуты творческого подъёма её переполняет вера в собственные поэтические силы, но её поэтическое счастье слишком хрупко, на смену ему приходит разочарование в своих поэтических возможностях, переживание слабости и тоскливого одиночества, которые напрочь перечёркивают былую радость от осознания могущества собственного поэтического слова: «Моей руке дана большая власть, / Когда слова свободно льются. Знаю, / Как чаровать и нежить, как напасть / Отвесть, целить недуг. Всем помогаю. / Но кто поможет мне, когда тоска / Иль тёмный страх меня в ночи терзают?» И точно также непосредственное переживание полноты и счастья Божьего мира чередуется у поэтессы с иррациональным отрицанием гармонии мира.
Все указанные особенности творчества Элизабет Дженнингс с новой силой обнаружили себя во время её душевной болезни в середине 1960-х гг. Пребывание в клинике для душевнобольных получило отражение в сборнике поэтессы «The Mind Has Mountains» («В памяти остаются горы»), выпущенном 1966 году. Выздоровление было медленным, и этот период в творчестве Дженнингс был ознаменован отходом от поэзии разума к поэзии душевного надлома. Она пишет: «Я должна все чувства перестроить». Ясный и сдержанный поэтический язык более её не устраивал. В конце 1960-х и в начале 1970-х гг. Элизабет нередко использовала антитезу сложности и простоты в качестве литературного приёма для передачи своего состояния. Изощрённая рапсодическая форма с применением многостопного стиха на манер ценимого ею Дж. М. Хопкинса нередко чередовалась с простыми, нарочито примитивными, как бы «детскими» строчками и бесхитростным верлибром. Эти, по мнению В. Л. Скороденко, кризисные проявления творчества Элизабет Дженнингс позднее, в 1970-е годы, были преодолены, а её поэзия вновь обрела былую ясность, пластичность и лапидарность.
Историк и критик современной английской литературы Нед Томас так отзывается о понимании поэтессой поэтического миропорядка: 

Если бы возникла необходимость выбрать одно слово, которое можно было бы отнести ко всему творчеству Элизабет Дженнингс, то этим словом был бы «порядок» — она утверждает этот порядок с тем большей настойчивостью, что сама пережила душевный надлом, ощущение разорванности сознания.— Нэд Томас, «Поэты наших дней. Элизабет Дженнингс».
В стихах, посвящённых живописи (картины Марка Шагала, Пауля Клее, Пьера Боннара, Поля Сезанна и Винсента Ван Гога), Дженнингс также, по мнению критика, выделяет «способность пластических искусств упорядочивать опыт, обнаруживать смысл в определённом расположении форм».